# فخر المدارس
بنای فخر المدارس مربوط به دوره قاجار - دوره پهلوی است و در تربت جام، خیابان جامی واقع شده و این اثر در تاریخ ۱۰ دی ۱۳۸۱ با شمارهٔ ثبت ۶۸۷۳ به‌عنوان یکی از آثار ملی ایران به ثبت رسیده‌است.